# Heinkel He 220
L'Heinkel He 220 fu un idrovolante quadrimotore da trasporto a lungo raggio a scafo centrale  
progettato dall'azienda aeronautica tedesca Ernst Heinkel Flugzeugwerke AG nei tardi  anni trenta e rimasto ai primi stadi di sviluppo.
Ideato per rispondere ad una specifica del Reichsluftfahrtministerium (RLM), il ministero che nel periodo hitleriano sovraintendeva all'intera aviazione tedesca, fu un'evoluzione del precedente Heinkel He 120, rimasto a livello progettuale, ma ad una prima valutazione del Technische Amt non superò il confronto con il concorrente BV 222 ideato dalla Blohm & Voss GmbH, giudicato più promettente, ed il suo sviluppo venne interrotto.

## Tecnica
Nelle intenzioni dell'ufficio tecnico Heinkel l'He 220 avrebbe dovuto presentarsi come un grande idrovolante a scafo centrale caratterizzato, come il progetto da cui derivava, da una velatura monoplana ad ala di gabbiano e da alcune particolarità tecniche.
Le scarse informazioni lo indicano dotato di uno scompartimento per i passeggeri sdoppiato su due piani e di un sistema di ritrazione dei galleggianti equilibratori nel piano alare.